# Jaroslav Barták (lékař)
Jaroslav Barták (* 3. srpna 1958 Praha) je český lékař, manažer a podnikatel; zakladatel a dlouholetý generální sekretář Lions Clubu Praha – Orel, v letech 1997–2011 prezident pražské Polikliniky Modřany.  
Veřejně proslul několika kontroverzními aférami. V roce 2013 byl pravomocně odsouzen k 14 letům odnětí svobody za znásilňování a zneužívání svých asistentek. V září 2022 jej soud podmíněně propustil za současného vyslovení sedmiletého probačního dohledu, kdy se bude během této doby také muset zdržet užívání alkoholu a dalších omamných látek.

## Životopis
V roce 1983 dokončil studium na Fakultě všeobecného lékařství Univerzity Karlovy. Absolvoval I. a II. atestaci z vnitřního lékařství a postgraduální kurz angiologie v USA. Plynně ovládá kromě češtiny angličtinu, němčinu, ruštinu, španělštinu a italštinu. Rád se pohyboval v nejvyšší společnosti a chlubil tím, že má mnoho vlivných známých.
V letech 1983–1985 působil na IV. interní klinice a v letech 1985–1986 na první interní klinice FVL UK. V letech 1986–1988 působil jako internista ve Fakultní nemocnici v Motole. V letech 1988–1990 byl primářem v Měšicích. Od roku 1990 je vedoucím lékařem Interního a cévního oddělení Praha 4 a do roku 2011 byl prezidentem Polikliniky Modřany. Je viceprezidentem International College of Angiology.

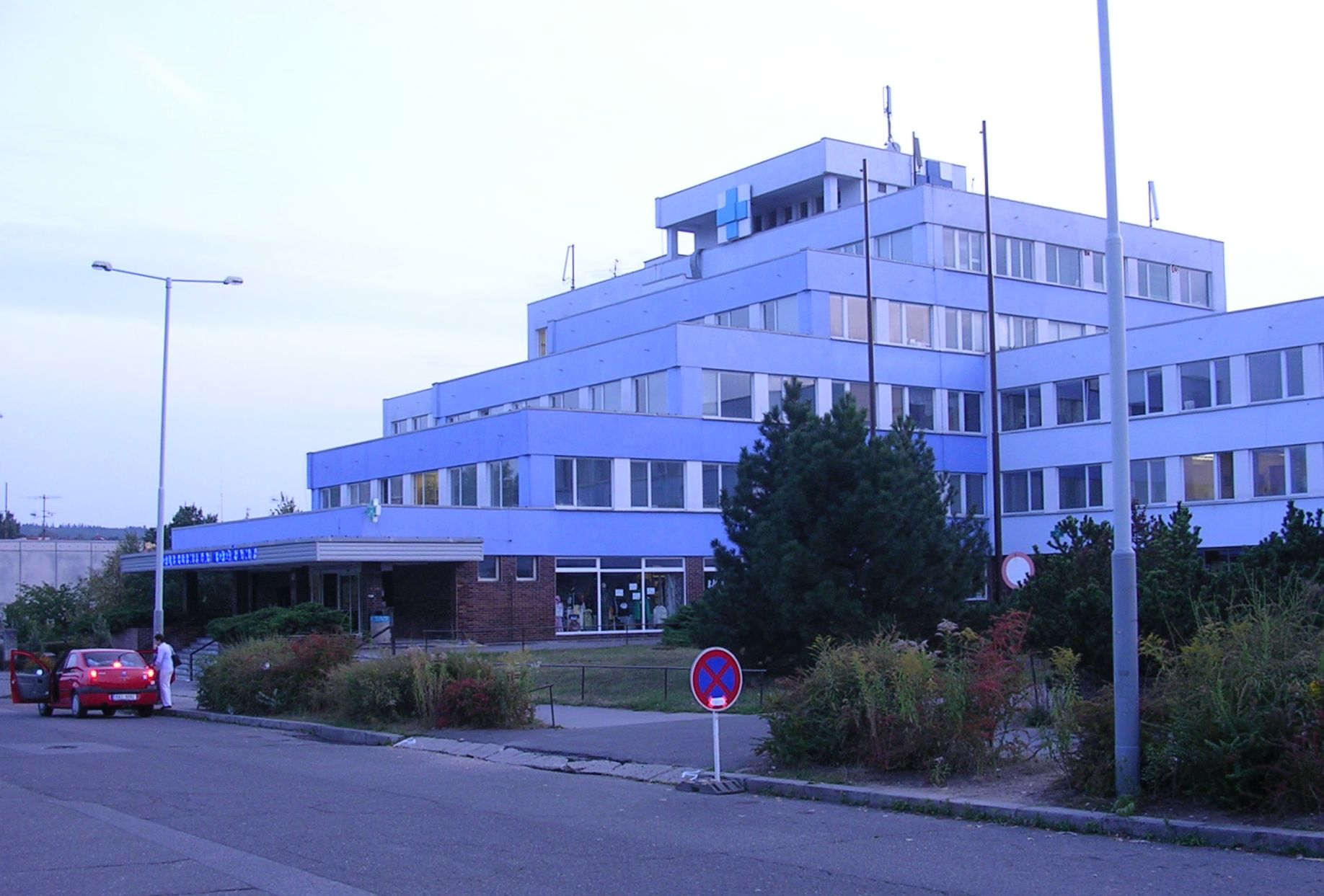
Poliklinika Modřany, jejímž byl Jaroslav Barták prezidentem a spolumajitelem do roku 2011

Od roku 1995, tedy od vzniku společnosti CODUM s. r. o., provozující nestátní ambulantní zdravotnické zařízení Poliklinika Modřany, byl jednatelem a původně pětinovým, od roku 2008 třetinovým vlastníkem této společnosti.V roce 2011 společnost opustil Ta je od roku 2000 též zřizovatelem společnosti Poliklinika Modřany o. p. s., jejíž činností je domácí péče a zdravotnicko-preventivní služby a v níž je jedním ze tří členů správní rady. Měl též od roku 1997 čtvrtinový a od roku 2003 třetinový podíl ve společnosti AXIS, s. r. o., která mezi jinými předměty činnosti má též provozování zdravotnického zařízení. V roce 2011 společnost opustil.
Od roku 2007 byl jedním ze dvou jednatelů a pětinovým vlastníkem společnosti Magnollia s.r.o., která se zabývá obchodní činností, správou a údržbou nemovitostí a realitní a ubytovací činností, reklamní a marketingovou činností a školitelskou činností. Od roku 2008 byl též čtvrtinovým vlastníkem společnosti Ikonostas s. r. o., zabývající se realitní činností a správou a pronájmem nemovitostí, kterou založila v březnu 1999 Pravoslavná církev v českých zemích a na Slovensku a do roku 2008 plně vlastnila, od toho data v ní má už jen majoritu 51 %. V roce 2012 Barták ze společnosti vystoupil.

### Rodinný život
S bývalou manželkou má dva syny a dceru. Kmotrem jeho syna je arcibiskup Kryštof. První manželka Eva po dvaceti letech podala žádost o rozvod kvůli nevěře a domácímu násilí. Pro média popsala jak věděla o manželových nevěrách a jak se jako věřící katolička snažila manželství zachánit. Nakonec požádala o rozvod, po které dle jejích slov následovalo nejhorší období psychického i fyzického násilí. Její oznámení o domácím násilí na policii napoprvé nebylo přijato, teprve napodruhé s ní policie oznámení sepsala, ovšem Bartákovo chování bylo označeno pouze za přestupek. Eva Bartáková poté zůstala půl roku v azylovém domě pro oběti domácího násilí. Odešli s ní dvě děti, jeden ze synů zůstal u otce.
Jeho druhou ženou byla Lenka Bartáková, se kterou má syna Jana. Ta také vypovídala o násilí z jeho strany. Pod vlivem událostí a soudních řízení podala žádost o rozvod.

## Působení v Lions Clubu
V roce 1990 založil Lions Club Praha – Orel a po dlouhá léta byl jeho generálním sekretářem. Tento klub považuje Barták za pokračovatele Svobodných zednářů.
Dne 20. června 2008 se konal na Vltavě již pošesté Lví parník, na němž se sešli Lvi, rotariáni a svobodní zednáři, tentokrát na oslavu 20. výročí prvního českého Lvího klubu Praha – Orel, 50. narozenin jeho zakladatele a tajemníka Jaroslava Bartáka, 35. narozenin jeho choti Lenky a 55. narozenin pravoslavného arcibiskupa Kryštofa. Akce se zúčastnilo kolem 200 hostů, z toho 20 velvyslanců. Za diplomatický sbor promluvil velvyslanec Vatikánu arcibiskup Diego Causero a izraelský velvyslanec Yaakov Levy, za svobodné zednáře herec a velmistr Martin Štěpánek, prezidentka a velmistr lóže B‘nai B'rith. Přítomni byli i expremiér Miloš Zeman, poslanci, senátoři a hejtmani. Součástí byla i charitativní aukce pro zrakově postižené s výtěžkem 30 tisíc Kč.
Ještě 1. června 2011 Jaroslav Barták jako tajemník klubu společně s prezidentem klubu Ing. Tomášem Cikánem společně vítali účastníky členy pražského diplomatického sboru a další účastníky osmého Lvího parníku.
Lví klub Praha Orel v reakci na článek v MF Dnes v srpnu 2011 oznámil, že pan Jaroslav Barták byl v roce 2009 v souladu se stanovami vyloučen z klubu a jeho členové jsou znepokojeni tím, že je nadále s klubem spojován. Doktor Barták byl vyloučen za podvody, vulgární chování a alkohol.

## Aféry a trestná činnost

### Gymnázium Pod Vyšehradem
Středem mediálního zájmu se stal v roce 2008, kdy nestandardními postupy přiměl soukromé Gymnázium Pod Vyšehradem, aby umožnilo jeho synovi Martinovi, který propadal ze dvou předmětů, složit druhou opravnou maturitní zkoušku za okolností porušujících školský zákon. To vedlo k protestnímu odchodu 12 vyučujících a 25 studentů ze školy, odebrání části magistrátních dotací a školní inspekce podala ministerstvu návrh na vymazání zařízení ze školského rejstříku. Ministerstvo nakonec školu nepotrestalo, neboť pochybení ohledně zmanipulovaných maturit neshledalo natolik závažným. Policie případ odložila, protože vyšetřování neprokázalo, že by Jaroslav Barták zaplatil za to, aby se jeho syn dostal k maturitě.

### Trýznění asistentek
V prosinci 2007 před Michnovým palácem brutálně zbil svou asistentku Lucii Ř.. Silně jí mlátil hlavou o kapotu auta, takže ji museli zachraňovat kolemjdoucí. Případ projednával soud a poškozená přijala odškodnění.
Na jaře 2011 Barták natáčel erotický film, ve kterém se obsadil do role kardinála. Část filmu vznikla na velvyslanectví Vatikánu v Praze. Apoštolská nunciatura pak proti tomu důrazně protestovala s tím, že Barták zneužil možnosti pohybu na velvyslanectví, kam měl přístup jako lékař.
V srpnu 2011 na žádost českého ministra zahraničí Karla Schwarzenberga, český velvyslanec na Filipínách Josef Rychtar před Bartákem ukryl a zachránil jeho 22letou asistentku Lucii, kterou Barták na pracovní cestě, kterou konal údajně jako zástupce Lions Clubu, podle svědectví bil, sexuálně napadal, vyhrožoval jí smrtí a zadržoval její cestovní pas a vyhrožoval jí svými známostmi s vlivnými lidmi. I velvyslance se pokoušel zastrašit svou známostí s ministrem zahraničí. Barták na dotaz novinářů z MF Dnes označil tyto informace za nějaké naprosto nesmyslné novinářské kachny. MF Dnes poté získala svědectví dalších 6 bývalých asistentek, které v uplynulých letech na služebních cestách bil a sexuálně napadal a vyhrožoval jim svými známostmi. Ve všech případech si záměrně najal na inzerát na zahraniční cestu asistentku, která neuměla cizí jazyky. České televizi pak Barták řekl, že jde o pomstu neschopných asistentek či o akci organizovaného zločinu proti němu. Hájil se tím, že asistentky měly sex ve smlouvě a šlo o prostitutky. Popřel, že by ženám ubližoval. V září 2012 byl s Bartákem zahájen soudní proces. Čelil obžalobě z osmi závažných trestných činů, většinou sexuálního charakteru, dále vydírání či ublížení na zdraví. Policie zadokumentovala 11 žen, kterým Barták ubližoval od roku 2006. V únoru 2013 byl odsouzen na 14 let vězení, v červnu 2013 mu odvolací soud trest potvrdil. Barták prohlásil po vyhlášení rozsudku, než ho odvedla eskorta: „Jsem politický vězeň českého státu. Žádnou z těch šesti slečen jsem neznásilnil a nikoho jsem neplánoval zabít.“

### Plánování vražd
V listopadu 2013, v době výkonu trestu, nahlásil jeden z Bartákových spoluvězňů dozorcům a kriminální policii, že Barták plánuje vraždu minimálně tří lidí. Údajně mělo jít o pomstu za to, že proti němu svědčili u soudu ve věci trýznění asistentek. Barták měl uplácet své spoluvězně, kterým do konce trestu zbývala krátká doba, a na základě toho je přimět, aby vraždy spáchali, patrně kdesi v městské hromadné dopravě ve špičce, aby bylo složitější odhalit pachatele. Ani jeden z těchto vězňů prý neměl v úmyslu zločiny spáchat, přesto Barták byl vyšetřován pro trestný čin několikanásobné vraždy ve stádiu přípravy, za což mu hrozil až výjimečný trest. V roce 2016 ho za to pražský vrchní soud pravomocně odsoudil na osm let. Dne 17. března 2020 mu Nejvyšší soud zmírnil trest na šest let. Souhrnně si měl tedy odpykat 18 let ve vězení. Mezi osobami, které Barták údajně plánoval odstranit, byli někdejší šéf vojenské tajné služby Andor Šándor, pražský advokát Oldřich Choděra a pravoslavný kněz Eugen Freimann.

## Propuštění z vězení
Jaroslav Barták byl propuštěn z jablonecké věznice Rýnovice 23. září 2022. O podmíněném propuštění Bartáka rozhodl Okresní soud v Jablonci nad Nisou. Do vypršení dvanáctiletého trestu za znásilnění, vydírání a sexuální nátlak mu zbýval přibližně rok. Nadále je však v roli obžalovaného v navazující kauze, kdy měl ve vězení plánovat vraždy a vydírání, což sám Barták od začátku odmítá. Podle rozhodnutí soudu bude Barták sedm let pod dohledem, kdy se bude muset zdržet užívání alkoholu a dalších omamných látek. Nesmí páchat přestupky ani trestnou činnost.